# Kostanjevac (żupania zagrzebska)
Kostanjevac – wieś w Chorwacji, w żupanii zagrzebskiej, w gminie Žumberak. W 2011 roku liczyła 121 mieszkańców.